# باد شامبرلين
باد شامبرلين (بالإنجليزية: Bud Chamberlain)‏ هو لاعب كرة قاعدة أمريكي، ولد في 24 مايو 1920، وتوفي في 24 أغسطس 2012.